# デイヴィッド・スターリング
サー・アーチボルド・デイヴィッド・スターリング中佐（英語: Sir Archibald David Stirling）（殊功勲章（DSO）、大英帝国将校勲章（OBE）受賞者）（1915年11月15日生まれ、1990年11月4日没）はイギリス陸軍のスコットランド出身士官、特殊空挺部隊（SAS）の創設者。第二次世界大戦で従軍していた。

## 戦前の人生
スターリングはスコットランド・パースシャー州レクロプト行政教区の、家系伝来の屋敷であるキア・ハウスで生まれた。キア領主のアーチボルド・スターリング准将と、またラヴァト卿サイモン・フレイザー（スコットランド王チャールズ2世の末裔）の娘マーガレット・フレイザーとの間の息子であった。従って第15代ラヴァト卿のサイモン・フレイザーは従兄にあたった。父方の祖父母は第9代準男爵のサー・ウィリアム・スターリング・マクスウェルと、レディ・アンナ・マリア・レズリー・メルヴィルであった。
彼はカトリック系の寄宿学校アンプルフォース・カレッジで教育を受けたものの、ケンブリッジ大学トリニティ・カレッジには1年しか通わず、その後に芸術家となるべくパリへ発った。6フィート6インチ（198センチ）の長身で強壮な体格の持ち主であり、第二次世界大戦の勃発時にはエベレスト山に登るため訓練中であった。

## 第二次世界大戦と、SASの創設
スターリングは将校養成団（OTC）アンプルフォース・カレッジ分遣隊から、1937年7月24日にスコットランド近衛歩兵連隊への任命を受けた。1940年6月、彼はロバート・レイコック中佐が指揮する新設の第8コマンド部隊へ志願し、それがZ部隊（後に「レイフォース」と命名される）の一部となった。
1941年2月1日、レイフォースはロドス島の占拠を援護するため中東方面へ航行したが、クレタ島の戦いとリタニ川の戦いで多数の死傷者を出して解隊となった。スターリングは引き続き、戦争が機械化された様相からして、高度に訓練された兵士からなる小規模の一団が奇襲の優位性を備えることで、砂漠から一晩に数か所の目標を攻撃可能であると信じていた。
指揮系統を通じて自らの考えを申し送っても効果は望めないと考えて、スターリングは直接最上層の下へ赴くことを決めた。落下傘降下での事故で松葉杖をつきながらも、最高司令官のクロード・オーキンレック将軍との面会を試みて、彼はカイロの中東方面司令部へ密かに（柵の下を潜ったか、あるいは上を乗り越えて）入り込んだ。
警備に見とがめられ、彼は杖を捨てて建物に入り込んだが、以前に対立していたある士官と出くわしてしまった。素早く退いた彼は、副参謀長ニール・リッチー将軍の執務室に入った。スターリングは自らの計画をリッチーに説明し、相手の方はすぐさまオーキンレックへ、新たな特殊作戦部隊をスターリングが編成することを認めるよう説得した。北アフリカ戦線に存在する空挺旅団というダドリー・クラークの欺瞞策を裏書きするため、この部隊は意図的に誤認させるような「特殊空挺旅団・L分遣隊」の名称を与えられた。
カブリト飛行場に根拠地を設営した当初から、彼らは装備、特に天幕や関連装備に不足を来たしていた。新しいSAS部隊の最初の作戦は、装備が行き届いていた近傍のニュージーランド軍連隊から、天幕・寝具・卓・椅子・ピアノを含むその他無数の用品類を持ち去ることであった。少なくとも4度の訪問行の後、彼らは物資の豊富な軍営を手にしていた。
短い訓練期間を経た後、クルセーダー作戦の援護として落下傘降下でドイツ軍飛行場を攻撃するという1941年11月16日の最初の試みは、悲惨なものであった。当地域を過去最大級の嵐の一つが見舞う中で経路から吹き飛ばされ、あるいは間違った地域に着陸し、当初の55名の中で34名に及ぶ者が目標からはるかに離れて戦死し、負傷し、あるいは捕虜となった。攻撃後に部隊を収容する予定であった長距離砂漠挺身隊（LRDG）の助けがあってようやく脱出し、夜の護りの下で陸路を接近する方が、落下傘降下よりも安全かつ効果的であることにスターリングは同意した。彼は可能な限り速やかに、このような単純な手法を用いた港湾への襲撃を組織し、しばしば夜半の検問所を、配下隊員の一部による語学の技量をもって切り抜けた。

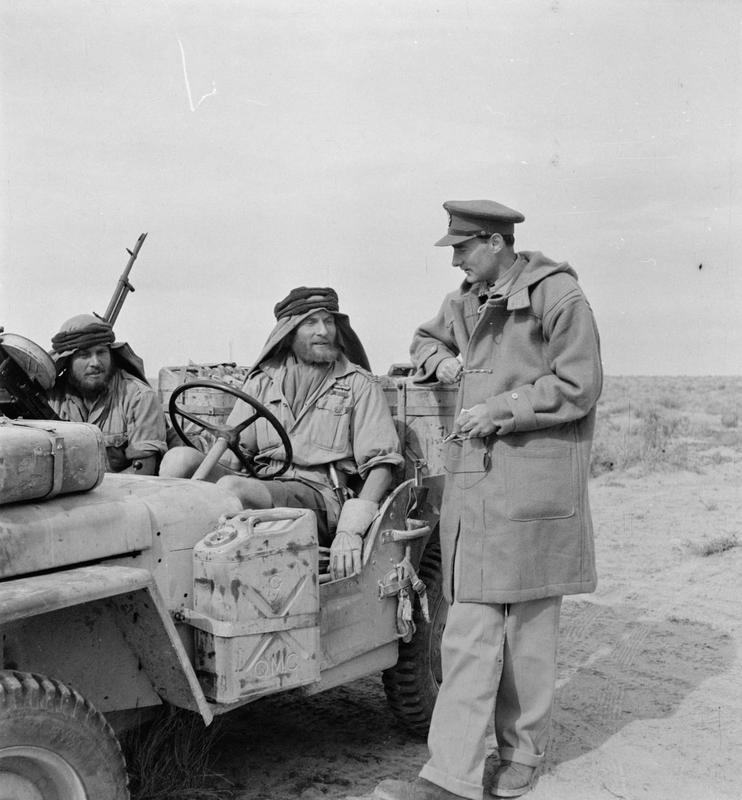
スターリング（右）と、ジープに搭乗したSASのマクドナルド中尉ら2名。

彼の指揮下で、ジョック・ルイスが初の携帯型の爆発・発火両用器材であるルイス爆弾を考案した。厳しい砂漠の地勢に他の移動手段よりも適していたアメリカ製のジープは、切り詰められて調整され、ヴィッカース・K型銃を前後に装着されていた。彼はまた、発見を免れるために少人数を用いる点でも先駆的であった。後方から指揮を執る難しさを知り、スターリングはしばしば先頭に立って指揮を行い、配下のSAS部隊は初期の作戦戦術であった徒歩での敵飛行機への爆弾設置に代えて、敵の飛行場を突っ切って飛行機や要員を銃撃した。
最初のジープを利用した飛行場襲撃は、1942年6月に最初のジープの一群を受領してほど経たない後に行われ、スターリングのSAS部隊はイタリア軍が駐留するバグース飛行場へ、同夜における他2箇所の枢軸軍飛行場と並んで攻撃を行った。カイロに戻った後、スターリングはさらなる飛行場襲撃のため、追加のジープを託された。彼の最大の成功は、1942年7月26日から27日に配下のSAS大隊が18台のジープをもってシディ・ハニシュ滑走路を襲い、大半は爆撃機・大型輸送機であった枢軸軍の37機を破壊し、1名を戦死で失ったものであった。敵の巡視隊や航空機を避けて砂漠を横断した後、スターリングと部下の者たちはカッターラ低地の縁にあるカレト・タートゥラの前進基地へ戻り、安全を確保した。
このような一撃離脱の諸作戦が結局は、スターリングの転落のもととなった。エルヴィン・ロンメル元帥から「幽霊少佐」（The Phantom Major）の綽名を呈された後、彼は1943年1月にドイツ軍に捕らえられた。脱走したものの、続いてイタリア軍に再び捕らえられ、そちらの方は同盟者のドイツ軍へ事態がもたらした不面目を大いに面白がった。さらに4度の脱走の試みがなされ、次いでスターリングは遂にドイツのコルディッツ城へと送られて、その後の戦時は当地に留まった。彼は1944年8月20日に到着し、コルディッツ・イギリス軍諜報部隊を創設する任を託された。彼が捕まった後は、パディ・メインがSASの指揮を担った。
北アフリカではスターリングが捕まるまでの15か月間に、SASは250機以上の地上の飛行機、多数の補給物資集積所を破壊し、鉄道や通信網を打ち壊して、数百台の敵車輛を利用不能とした。バーナード・モントゴメリー元帥はスターリングを「いかれている、全くもっていかれている」と評したものの、戦時にはスターリングのような人物が必要とされると見ていた。

## 戦後

### 民間軍事会社

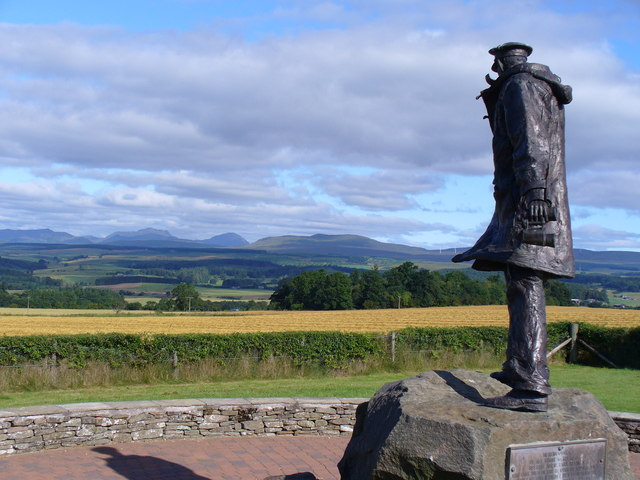
スコットランド・スターリングシャーのロウ丘陵に立つ、スターリングの像。

戦後、イギリスがその勢力を失っているのではないかという懸念から、スターリングはイギリスの武器や軍関係者をサウジアラビアなどの他国へ、様々な民間の外交政策上の任務向けに送り込む取り引きをまとめ上げた。数名の協力者とともに、スターリングはウォッチガード・インターナショナル有限会社を設立し、先立ってはスローン街（その後、チェルシー・ホテルが開業した地）に事務所を構え、その後メイフェアのサウス・オードリー街に移った。
仕事は主に湾岸諸国との間で行われた。デニース・ロウリーとともに彼は、リビアの統治者ムアンマル・アル＝カッザーフィーを放逐するという、1970年と1971年の失敗した試みに関与した。スターリングは民間軍事会社・KASインターナショナルの創設者であり、当社はKASエンタープライゼスとしても知られた。
ウォッチガード・インターナショナル有限会社は民間軍事会社であり、スターリングとジョン・ウッドハウス（イギリス陸軍士官）が1965年にジャージー島で登記した。ウッドハウスの最初の仕事はイエメンに赴き、休戦が実施された折の王制派の戦力状況を報告することであった。同じ頃、スターリングはイラン政府との契約を求めており、またアフリカで仕事を得る機会を探索していた。会社はザンビアやシエラ・レオネで、訓練団を派遣して保安関係で助言する活動を行ったが、創設者たちの独立独歩的な仕事の遂行姿勢が、結局は没落の原因となった。ウッドハウスは一連の意見の食い違いを経て事業監督役を辞し、スターリングは1972年には積極的な役割から退いた。

### グレート・ブリテン75
1970年代の半ば、スターリングは「非民主的な出来事」が起こるのではないかと懸念するようになり、行動を起こすことを決意した。彼はグレート・ブリテン75（GB75）という呼称の組織を創設し、メイフェアの上流社会の集まりから構成員を募った。彼らは主として軍歴を備えた者たちであり、往々にして元SAS隊員であった。計画は通常の政府機能が停止した結果として社会不安が発生した際に、彼らが活動続行のために介入するというものであった。彼は1974年の会見でこれを詳細に語っており、一部はアダム・カーティス監督のBBCのドキュメンタリー番組「ザ・メイフェア・セット」の第1部「支払う者が勝利する（Who Pays Wins）」で紹介された。
1974年8月、スターリングがGB75の内容を公表する準備を整える前に、反戦主義を掲げる雑誌『ピース・ニュース』が彼の計画を入手して公刊し、結局スターリングは――GB75への参画を求めていた多くの者の、右翼的性格に落胆して――計画を放棄した。彼の伝記著者アラン・ホーは、スターリングを右翼的な「ブリンプ大佐」と謗る描写を行った新聞に対して反駁した。

### 労働組合への揺さぶり
1970年代の半ばから末にかけて、スターリングは労働組合を内部から動揺させることを目的とした秘密裏の組織を創設した。会合の場で許される限りの問題を引き起こさせるという特別の意図をもって、志を同じくする個人を労働組合運動の内部から募った。そのような仲間の一人が、公務・公益事業員組合（イギリス）の指導者であったケイト・ロシンスカであった。この「作戦」のための資金は、主として彼の友人サー・ジェイムズ・ゴールドスミスからもたらされた。

### 後半生
1947年に正規陸軍予備軍将校へ転属し、スターリングは中佐の名誉階級を授与されて、それを1965年の退役時まで保持した。
スターリングはアフリカの人種差別からの解放を促すための協会、カプリコン・アフリカ協会の創設者であった。アフリカが未だ植民地支配の下にあった1949年に創設され、1956年のサリマ会議で最高潮を迎えた。しかしながらベンジャミン・ディズレーリの「恣意的選挙権」に類似した、適格者向けで高度にエリート的な選挙権を彼が力説して、アフリカ系有識者の見解は分かれた。結局のところ、社会開発における様々な段階の問題へ人種抜きの形で取り組もうとする協会の試みは効果を及ぼさなかったが、南アフリカ共産党が南アフリカのアフリカ民族会議（ANC）を支配した際に、1955年の「民族同盟」においてスターリングの多人種エリートの枠組みを用いたことで、思いがけない追認を得ることになった。
スターリングは1959年に協会長から退いた。この年、彼の弟ウィリアムが巨額の賭博借金を抱えて、カジノ経営者ジョン・アスピナールへ17万3,500ポンドの借りがある旨を会計簿へ記入することを余儀なくされた。1967年のある夜に、彼はさらに15万ポンドを失った。1968年、レン・デイトンその他を相手とした名誉毀損訴訟で、彼は実質的な損害賠償を得た。

## 受勲
スターリングは中東での勇敢かつ傑出した任務遂行ぶりを認められ、1942年2月24日に殊功勲章（DSO）を授与され、戦地での勇敢かつ傑出した任務遂行ぶりを認められて、1946年11月14日に大英帝国将校勲章（OBE）に任ぜられ、軍での任務から1990年の新年叙勲で下級勲爵士に任ぜられた。
2002年、スターリングが岩の上に立っているSAS記念像が、ケア公園にある彼の家系の地所近くのロウ丘陵で除幕された。2枚の青銅製銘板が像より、2014年5月の末ごろに盗み去られた。現在のケア地所の地主（スコットランド）は彼の甥アーチー・スターリングで、百万長者のビジネスマンであり、元スコットランド近衛歩兵連隊の士官である。